# Tristenium bourboni
Tristenium bourboni är en kräftdjursart som först beskrevs av Mueller 1991H.  Tristenium bourboni ingår i släktet Tristenium och familjen Stenetriidae. Inga underarter finns listade i Catalogue of Life.